# Scipione de' Ricci
Scipione de' Ricci, född den 19 januari 1740 i Florens, död den 26 januari 1810 i Rignana, var en italiensk jansenistiskt sinnad romersk-katolsk biskop.
Ricci uppfostrades först i ett jesuitkollegium i Rom och fortsatte sedan sina studier i Pisa och Florens, där han infördes i det strängt augustinska systemet, som han sedan förblev trogen. Han prästvigdes 1766 och blev, efter att ha tjänstgjort vid nuntiaturen i Florens, 1780 biskop i Pistoja och Prato (i Toskana). 
De antipapistiska reformsträvanden, som i Österrike utgick från Josef II, upptogs i Toskana av dennes bror storhertig Leopold. I dessa reformförsök stod den fromme, av pastoral nitälskan besjälade Ricci vid storhertigens sida. 
Han höll 1786 en stiftssynod i Pistoja, vilken inte endast proklamerade den gallikanska kyrkofrihetens grundsatser, varigenom landskyrkan skulle emanciperas från det stränga beroendet av den påvliga kurian, utan även fattade flera andra viktiga beslut, som hade till syfte att göra Augustinus lära till norm för den kyrkliga undervisningen.
Man beslöt vidare att stäcka munkordnarnas dominerande inflytande, att reformera kulten bland annat genom att införa parallellformulär på folkspråket, att främja den heliga skrifts studium med mera. Dessa synodalbeslut mötte kraftigt motstånd från andra biskopar, och en toskansk landssynod i Florens 1787 tillbakavisade bestämt varje kyrkoreform. 
Riccis verksamhet i sitt stift blev efter detta betydligt försvårad, och sedan Leopold lämnat Toskana, nedlade han 1791 sitt ämbete och levde därefter som privatman. 1794 fördömde en påvlig bulla de vid synoden i Pistoja uttalade grundsatserna. 
Ricci, som 1799 för någon tid kastats i fängelse, förmåddes 1805 att underteckna en underkastelse. På äldre dagar skrev han sina memoarer.